# Offenham
Offenham – wieś w Anglii, w hrabstwie Worcestershire, w dystrykcie Wychavon. Leży 23 km na wschód od miasta Worcester i 141 km na północny zachód od Londynu.